# Беглец (фильм, 1947)
«Беглец» (англ. The Fugitive) — кинофильм режиссёра Джона Форда, вышедший на экраны в 1947 году. Экранизация романа Грэма Грина «Сила и слава». Лента получила международный приз на Венецианском кинофестивале.

## Сюжет
Действие происходит в вымышленной латиноамериканской стране, где религия объявлена вне закона и любые её проявления преследуются полицией. В одной глухой деревне появляется священник-беглец и приступает к исполнению своих обязанностей. Власти, прослышав об этом, посылают отряд полиции с суровым лейтенантом во главе, чтобы взять заложника из местного населения и держать его до тех пор, пока люди не сдадут священника. Последний не решается сдаться и пожертвовать собой и вновь пускается в бега...

## В ролях
- Генри Фонда — священник-беглец
- Долорес дель Рио — индианка
- Педро Армендарис — лейтенант полиции
- Кэррол Нейш — информатор
- Лео Каррильо — шеф полиции
- Уорд Бонд — гринго
- Роберт Армстронг — сержант полиции